# 辰巳典子
辰巳 典子（たつみ のりこ、1947年10月12日 - ）は、日本の女優である。出生名は平賀 千代（ひらが ちよ）。初期には達見 典子、辰見 典子、辰巳 のり子、あるいは辰己 典子と表記されることもあった。高校を中退したハイティーンのころに上京してヌードモデルになり、1967年（昭和42年）に女優に転身、成人映画界のスター女優となり、わずかの間に100本近い作品に出演した。1971年（昭和46年）に照明助手の鮎川欽一郎と結婚・引退、本名は鮎川 千代（あゆかわ ちよ）になる。大和屋竺監督の『荒野のダッチワイフ』（1967年）、石井輝男監督の『徳川女系図』（1968年）、井田探監督の『女浮世風呂』（1968年）、武智鉄二監督の『浮世絵残酷物語』（1968年）等の出演で知られ、寺山修司が『さかさま英雄伝』のリルケの項で辰巳に触れたことでも知られる。

## 人物・来歴

### 成人映画スターの時代
1947年（昭和22年）10月12日、大阪府大阪市阿倍野区に生まれる。
1963年（昭和38年）4月、大阪府立今宮高等学校に進学するも、1964年（昭和39年）、二年生のときに中途退学する。電話交換手の仕事をしていたが、翌1965年（昭和40年）には東京に移り、友人が成人映画の女優をしていた関わりでヌードモデルの職を得る。『日本映画俳優全集・女優編』（キネマ旬報社）には、同年、『泥だらけの制服』で映画界にデビューした旨の記述があるが、同年には同名の作品の公開はなく、同作は新藤孝衛の監督作であり、公開は1967年（昭和42年）3月7日、辰巳が満19歳のときである。同日公開された『女の責め』（監督山本晋也）にも、出演している。同作に先行して、1967年1月29日公開の『ダブル処女』（監督岸信太郎・三樹英樹）、同年2月28日公開の『禁断の情事』（監督小川欽也）、同年3月公開の『情事の階段』（監督松原次郎）に出演した記録がある。映倫（新映倫、現在の映画倫理委員会）審査番号にみる完成時期では、このなかでは『泥だらけの制服』とくらべても『禁断の情事』がもっとも早い時期の作品である。俳優の久保新二の回想によれば、辰巳のデビュー作は火鳥こずえの首から下の吹き替え（ボディダブル）であったといい、映画監督の渡辺護の回想によれば、辰巳が最初に現れたときには17歳であったという。辰巳は『白日夢』（1964年）以降の1967年のデビューであり、『日本映画発達史』の田中純一郎は、同書のなかで黎明期の成人映画界のおもな出演者を挙げているが、辰巳についての言及はない。久保新二よれば、当時、辰巳は、愛染恭子や火鳥こずえらとともに、杉並区高円寺に所在した火石プロ（代表・火石利男）に所属していたという。
独立系プロダクションの作品のほか、1968年（昭和43年）には、日本のメジャー映画会社初の成人指定映画といわれる石井輝男監督の東映ポルノ『徳川女系図』に出演して「おしの」を演じた。同作には辰巳のほか、内田高子、谷ナオミ、火鳥こずえ、祝真理ら、いわゆる独立系のピンク映画女優が多数出演しており、興行的に大成功を収めた。辰巳は続けて、同年6月28日に公開された石井輝男監督による『温泉あんま芸者』にも出演した。これに触発された日活も、当時はまだロマンポルノ（1971年 - 1988年）を開始していなかったが、児井英生がプロデュースした『女浮世風呂』（監督井田探、同年7月10日公開）や『ある色魔の告白 色欲の果て』（監督江崎実生、同年8月14日公開）、『秘帳 女浮世草紙』（監督井田探、1968年10月19日公開）といった作品に辰巳を出演させた。『女浮世風呂』には、辰巳のほか、林美樹、美矢かほる、火鳥こずえ、清水世津、大月麗子、谷ナオミ、乱孝寿、内田高子ら、『ある色魔の告白 色欲の果て』には美矢かほる、乱孝寿、林美樹、火鳥こずえ、高月絢子、清水世津、橘桂子、大月麗子、高鳥和子、真湖道代ら、『秘帳 女浮世草紙』には火鳥こずえ、林美樹、真湖道代、乱孝寿、高月絢子ら、独立系のピンク映画女優が多数出演した。同年9月7日に大映が配給して公開された『浮世絵残酷物語』（監督武智鉄二）にも出演しており、東映・日活・大映の大手各社への出演を果たした。同年当時の週刊誌には「映画会社を股にかけ、目下売り出し中の辰巳典子は、まだ二十歳の若さ。体あたりの演技で独特の色気をつくりだしていくのもこれから」と書かれ注目された。寺山修司は『さかさま英雄伝』において、「リルケはピンク映画を観て辰巳典子や杉村久美にあこがれるべきである」と書いた。トーマス・ワイサーは武智鉄二監督の『浮世絵残酷物語』（1968年）における辰巳を「すべてのみずみずしい美女たちのなかでも際立っているのは、極めて情熱的な尼を演じる辰巳典子である」と評した。ワイサーは、辰巳の傑作として、関孝二の監督作『売女』（ばいた、1967年）と『エロチック風土記 替え床』（1968年）の2作を挙げている。
1971年（昭和46年）1月に公開された『新手 女ぜめ裏表』（監督秋山駿、製作・配給葵映画）、『肉奴隷』（監督団鬼六、配給ミリオンフィルム）、『日本恥部物語』（監督渡辺護・山本晋也・小森白、製作東京興映）、『日本夜這風俗史』 （監督向井寛、配給ミリオンフィルム）の4作を最後に、同年、独立系成人映画やテレビ映画の現場で照明助手を務めていた鮎川欽一郎と結婚し、引退した。ただしこの時期の作品記録が掲載されている『映画年鑑 1973』において、独立系の映画作品については監督名以外記載されておらず、この時期の出演者が概して不明である。引退後、『日本映画俳優全集・女優編』が発行された1980年（昭和55年）前後までには、東京都世田谷区北沢の下北沢駅前で居酒屋「らりぱっぱ」を経営していた。1976年（昭和51年）10月3日に放映された連続テレビ映画『俺たちの旅』第45回『愛しているから哀しいのです』（監督斎藤光正）に出演し、本名の鮎川 千代の名でクレジットされた。2014年（平成26年）3月現在、『日本映画俳優全集・女優編』に記載された所在地に該当する店舗は存在しせず、閉店時期も不明である。以降の消息は不明である。

### 再評価
2004年（平成16年）9月11日 - 同年11月5日にラピュタ阿佐ヶ谷で行なわれた「OFF BEAT JAZZ」特集上映で、出演作『荒野のダッチワイフ』が上映された。同作は2010年（平成22年）6月19日 - 同年7月16日に神保町シアターで行なわれた川本三郎編「映画少年の夢」特集上映でも、上映作28本のひとつに選ばれて上映されている。2013年（平成25年）2月8日 - 同11日に神戸映画資料館で行なわれた「ピンク映画50周年 特別上映会 映画監督・渡辺 護の時代」特集上映で、出演作『おんな地獄唄 尺八弁天』が上映された。同年6月8日には、京都みなみ会館で行われた「追悼・若松孝二ナイト」で、出演作『性の放浪』（1967年）、『日本暴行暗黒史 怨獣』（1970年）が、前者は16mmフィルムヴァージョン、後者は35mmフィルムの上映用プリントでそれぞれ上映された。
東京国立近代美術館フィルムセンターは、2014年（平成26年）現在、辰巳の出演作36本を所蔵している。
公開当時、アメリカでも上映された『奴隷未亡人』（監督渡辺護、1967年）の上映用プリントが同国内で発見され、2008年（平成20年）4月1日に Slave Widow の題でDVD発売されている。1971年8月18日には出演作『人肉の市』（監督木俣堯喬、1969年）が Les esclaves du plaisir の題でフランスで公開されている。

## フィルモグラフィ
クレジットはすべて「出演」である。東京国立近代美術館フィルムセンター（NFC）等の所蔵状況についても記す

### 1967年
- 『ダブル処女』 : 製作岸信太郎、企画山辺信雄、監督岸信太郎・三樹英樹、主演松井康子、製作ヤマベプロダクション、配給大蔵映画、1967年1月29日公開（成人映画・映倫番号 14814）
- 『禁断の情事』 : 監督小川欽也、主演美矢かほる、製作・配給大蔵映画、1967年2月28日公開（成人映画・映倫番号 14805） - 出演・「辰巳のり子」表記[12]
- 『情事の階段』 : 監督松原次郎、脚本花巻京太郎、共演志村曜子・林美樹、製作ヤマベプロダクション、配給関東映配、1967年3月公開（成人映画・映倫番号 不明） - 出演、上映用プリントをNFCが所蔵[32]
- 『泥だらけの制服』 : 監督新藤孝衛、主演真湖道代、製作青年芸術映画協会、配給関東ムービー配給社、1967年3月7日公開（成人映画・映倫番号 14834） - 出演・「達見典子」表記
- 『女の責め』 : 企画千葉実、監督山本晋也、脚本五代斗志夫、主演清水世津、製作・配給日本シネマ、1967年3月7日公開（成人映画・映倫番号 14847） - 出演・「達見典子」表記、57分の上映用プリントをNFCが所蔵[4]
- 『泣きどころ』 : 製作菜穂俊一、監督小川欽也、主演火鳥こずえ、製作・配給ワールド映画、1967年4月公開（成人映画・映倫番号 不明）
- 『スペシャル』 : 製作矢元照雄、監督関孝二、主演小柳リカ・谷ナオミ、製作新日本映画、配給国映、1967年4月公開（成人映画・映倫番号 不明） - 「ホテルのメイド」役・「達見典子」表記
- 『現代女性医学』 : 監督小川欽也、製作・配給大蔵映画、1967年5月1日公開（成人映画・映倫番号 14906） - 主演
- 『若い刺激』 : 監督武田有生、製作武田プロダクション、配給大蔵映画、1967年6月24日公開（成人映画・映倫番号 14931）
- 『完全なるけっこん』 : 監督山本晋也、製作東京興映、1967年7月2日公開（成人映画・映倫番号 14948）
- 『奴隷未亡人』 : 監督渡辺護、共演岩井まり・谷那保美、製作中央映画、配給六邦映画、1967年7月11日公開（成人映画・映倫番号 14997） - 主演、2008年米国でDVD発売
- 『女の味』 : 企画・製作菜穂俊一、監督奥脇敏夫、共演谷ナオミ、製作ワールド映画、配給日映企画、1967年7月公開（成人映画・映倫番号 不明） - 主演
- 『原色の世代 脱がされた制服』 : 監督佐々木元、共演祝真理、製作東京芸術映画協会、配給関東ムービー配給社、1967年8月公開（成人映画・映倫番号 不明） - 主演
- 『毒牙』 : 監督山下治、製作青年群像、配給関東映配、1967年9月12日公開（成人映画・映倫番号 不明） - 主演
- 『性の放浪』 : 企画・製作・監督若松孝二、製作若松プロダクション、配給日本シネマ、1967年9月12日公開（成人映画・映倫番号 14979） - 出演、57分の上映用プリントをNFCが所蔵[4]
- 『荒野のダッチワイフ』（原題『恐怖人形』[8]） : 製作矢元照雄、企画朝倉大介、監督・脚本大和屋竺、音楽山下洋輔、製作・配給国映、1967年10月3日公開（成人映画・映倫番号 15050） - 出演、84分の上映用プリントをNFCが所蔵[4]
- 『肉地獄』 : 製作山辺信雄、監督松原次郎、原作・脚本花巻京太郎、主演林美樹、製作ヤマベプロダクション、配給関東映配、1967年10月17日公開（成人映画・映倫番号 15079） - 出演、上映用プリントをNFCが所蔵[32]
- 『売女』（ばいた） : 企画千葉実、監督関孝二、脚本五代斗志夫、製作・配給日本シネマ、1967年10月17日公開（成人映画・映倫番号 15099） - 主演、66分の上映用プリントをNFCが所蔵[4]
- 『悪道魔十年』[5]（『悪道庵十年』） : 総監督小森白、監督渡辺護・山本晋也、脚本五代斗志夫、共演美矢かほる・谷ナオミ・林美樹・泉ユリ・松井康子、製作東京興映、配給新東宝映画、1967年10月公開（成人映画・映倫番号 不明） - 出演、上映用プリントをNFCが所蔵[32]
- 『リンチと縛り』 : 監督岸信太郎、製作ヤマベプロダクション、配給日本シネマ、1967年11月7日公開（成人映画・映倫番号 15120） - 主演、61分の上映用プリントをNFCが所蔵[4]
- 『ダブルドッキング』 : 監督岸信太郎・藤田潤八、製作ヤマベプロダクション、配給関東映配、1967年11月21日公開（成人映画・映倫番号 15162） - 主演、上映用プリントをNFCが所蔵[32]
- 『多情な乳液』 : 監督武田有生、製作ヤマベプロダクション、配給大蔵映画、1967年12月1日公開（成人映画・映倫番号 15173） - 主演
- 『夜の百態』 : 監督高木丈夫、製作シネユニモンド、1967年公開（成人映画・映倫番号 不明） - 主演
- 『愛欲の清算書』 : 監督三樹英樹、製作ヤマベプロダクション、1967年公開（成人映画・映倫番号 不明） - 主演、上映用プリントをNFCが所蔵[32]

### 1968年
- 『性の配当』 : 製作鷲尾飛天丸、企画千葉実、監督梅沢薫、脚本五代斗志夫、主演清水世津、製作・配給日本シネマ、1968年2月公開（成人映画・映倫番号 15318） - 「栄子」役、69分の上映用プリントをNFCが所蔵[4]
- 『色道仁義』 : 製作山辺信雄、企画岸信太郎、監督三樹英樹、脚本団鬼六、共演桂奈美・谷ナオミ・林美樹・渚マリ・祝真理・乱孝寿、製作ヤマベプロダクション、配給日本シネマ、1968年3月公開（成人映画・映倫番号 15295） - 「浜子」役
- 『徳川女系図』 : 企画岡田茂・天尾完次、監督石井輝男、製作東映京都撮影所、配給東映、1968年5月1日公開（成人映画・映倫番号 15264） - 「おしの」役、東映チャンネルが放映[39]
- 『エロチック風土記 替え床』 : 監督関孝二、製作新日本映画、1968年6月公開（成人映画・映倫番号 15368）
- 『温泉あんま芸者』 : 企画岡田茂・天尾完次、監督石井輝男、主演吉田輝雄、製作東映京都撮影所、配給東映、1968年6月28日公開（成人映画・映倫番号 15367） - 「とんぼ」役、[40]
- 『熱い犯行』 : 製作鷲尾飛天丸、企画千葉実、監督佐々木元、脚本五代斗志夫、製作・配給日本シネマ、1968年6月公開（成人映画・映倫番号 15402） - 「朱美」役
- 『真昼の抱擁』 : 監督片岡均、製作・配給光映画、1968年7月公開（成人映画・映倫番号 15433） - 主演
- 『女浮世風呂』 : 製作児井英生、監督井田探、製作青山プロダクション、配給日活、1968年7月10日公開（成人映画・映倫番号 15430） - 「なつ」役
- 『女子学生 性の迷路』 : 監督小川欽也、製作・配給大蔵映画、1968年8月公開（成人映画・映倫番号 15454） - 主演
- 『女のうれし泣き』 : 企画・製作結城眞吾、監督武田有生、製作・配給六邦映画、1968年8月公開（成人映画・映倫番号 15468） - 「池之端の恋人」役（主演[4]）、64分の上映用プリントをNFCが所蔵[4]
- 『ある色魔の告白 色欲の果て』 : 製作児井英生、監督江崎実生、製作青山プロダクション、配給日活、1968年8月14日公開（成人映画・映倫番号 15484） - 「湯沢かおる」役
- 『浮世絵残酷物語（英語版）』 : 監督・脚本武智鉄二、主演刈名珠理、製作武智プロダクション、配給大映、1968年9月7日公開（成人映画・映倫番号 15513） - 「紫山」役、2008年1月DVD発売[3]
- 『赤い快楽』 : 監督佐々木元、製作前衛企画、配給日本シネマ、1968年9月公開（成人映画・映倫番号 15450）
- 『女のたこ部屋』 : 企画・製作結城真伍、監督武田有生、製作・配給六邦映画、1968年10月公開（成人映画・映倫番号 15577） - 主演、68分の上映用プリントをNFCが所蔵[4]
- 『不良番長』 : 監督野田幸男、主演梅宮辰夫、1968年10月1日公開（成人映画・映倫番号 15492） - 「里子」役、89分の上映用プリントをNFCが所蔵[4]
- 『秘帳 女浮世草紙』 : 製作児井英生、監督井田探、製作青山プロダクション、配給日活、1968年10月19日公開（成人映画・映倫番号 15595） - 「照月尼」役
- 『日本性犯罪史 白昼の暴行鬼』[4][8]（『日本犯罪史 白昼の暴行鬼』[5]） : 監督酒匂真直、主演林美樹、製作・配給六邦映画、1968年11月公開（成人映画・映倫番号 15616） - 主演、72分の上映用プリントをNFCが所蔵[4]
- 『刑法208条 異常暴行罪』[4]（『異常暴行罪』[5]） : 監督製作馬場内弘、監督奥脇敏夫、脚本池田正一、主演清水世津、製作・配給日本シネマ、1968年11月公開（成人映画・映倫番号 15582） - 出演、73分の上映用プリントをNFCが所蔵[4]
- 『飢えた獣欲』 : 製作馬場内弘、監督梅沢薫、製作前衛企画、配給日本シネマ、1968年11月公開（成人映画・映倫番号 15586） - 主演、74分の上映用プリントをNFCが所蔵[4]
- 『女色のもつれ』 : 監督酒匂真直、製作東京芸術映画協会、配給関東ムービー配給社、1968年11月公開（成人映画・映倫番号 15557） - 主演
- 『多角関係』 : 監督小川欽也、製作・配給大蔵映画、1968年12月公開（成人映画・映倫番号 不明） - 主演
- 『婦女惨殺!!』 : 監督小川欽也、製作・配給ワールド映画、1968年公開（成人映画・映倫番号 不明） - 主演
- 『肉風呂』 : 監督東元薫、製作日映企画、1968年公開（成人映画・映倫番号 不明） - 主演
- 『クライマックス』 : 監督奥脇敏夫、製作・配給ワールド映画、1968年公開（成人映画・映倫番号 不明） - 主演
- 『お妾女高生』 : 製作馬場内弘、監督佐々木元、脚本池田正一、主演桂奈美、製作・配給日本シネマ、1968年公開（成人映画・映倫番号 不明） - 出演、63分の上映用プリントをNFCが所蔵[4]
- 『人生㊙劇場 壺あらそい』 : 監督小川欽也、製作・配給MAGプロモーション、1968年公開（成人映画・映倫番号 不明） - 出演、72分の上映用プリントをNFCが所蔵[4]
- 『悪徳女校医』[4]（『悪徳女高医』[8]） : 製作馬場内弘、監督福田晴一[4]（佐々木元とも[8]）、主演辰巳典子、製作・配給日本シネマ、1968年公開（成人映画・映倫番号 不明） - 主演、74分の上映用プリントをNFCが所蔵[4]
- 『肉体の餌』 : 製作鷲尾飛天丸、企画千葉実、監督梅沢薫、脚本五代斗志夫、主演林美樹、製作・配給日本シネマ、1968年公開（成人映画・映倫番号 不明） - 出演、67分の上映用プリントをNFCが所蔵[4]

### 1969年
- 『日本三代好色伝』 : 製作鈴木実、監督関孝二、共演相原香織・大月麗子、製作東京プロダクション、配給国映、1969年1月公開（成人映画・映倫番号 15667） - 主演
- 『廓秘聞 情事のあとさき』[8]（『情事のあとさき』[5]） : 監督向井寛、製作日本芸術協会（向井プロダクション）、配給ムービー配給社、1969年1月公開（成人映画・映倫番号 15691） - 主演
- 『人肉の市』 : 監督木俣堯喬、製作プロダクション鷹、1969年1月公開（成人映画・映倫番号 15626） - 出演、上映用プリントをNFCが所蔵[32]
- 『素肌の密戯』[5]（『素肌の密戟』[8]） : 監督武田有生、共演大月麗子・真湖道代・乱孝寿、製作・配給六邦映画、1969年2月公開（成人映画・映倫番号 15735） - 主演
- 『好色一代 無法松』 : 企画・監督武田有生、共演美矢かほる・林美樹・大月麗子・乱孝寿・火鳥こずえ、製作・配給六邦映画、1969年3月公開（成人映画・映倫番号 15765） - 主演
- 『色道無宿』 : 製作馬場内弘、監督結城康生、脚本池田正一、製作・配給日本シネマ、1969年3月公開（成人映画・映倫番号 15796） - 主演
- 『性診断旅行』（セックスしんだんりょこう） : 監督武田有生、脚本団鬼六、製作・配給中央映画、1969年3月審査・公開（成人映画・映倫番号 不明） - 主演、67分の上映用プリントをNFCが所蔵[4]
- 『性の回転』[5]（『生の回転』[8]） : 監督小川欽也、製作・配給大蔵映画、1969年4月公開（成人映画・映倫番号 15798） - 主演、65分の上映用プリントをNFCが所蔵[4]
- 『処女の肌』 : 監督奥脇敏夫、製作奥脇プロダクション、配給不明、1969年5月公開（成人映画・映倫番号 15853） - 主演
- 『情事の窓より 秘密ショウ』[4][8]（『秘密ショー』[5]） : 製作馬場内弘、監督嵯峨泰彦、脚本池田正一、製作・配給日本シネマ、1969年5月公開（成人映画・映倫番号 15884） - 主演、57分の上映用プリントをNFCが所蔵[4]
- 『ピカピカハレンチ』 : 製作矢田照彦、監督関孝二、共演桂奈美・白川和子、製作関プロダクション、配給国映、1969年6月公開（成人映画・映倫番号 15890） - 主演
- 『密室の裸女拷問』 : 監督奥脇敏夫、製作・配給日本シネマ、1969年公開（成人映画・映倫番号 不明） - 主演
- 『処女・性のめざめ』 : 監督小川欽也、主演二条朱実、製作・配給大蔵映画、1969年公開（成人映画・映倫番号 不明）
- 『ハレンチ女学生 処女売ります』 : 監督武田有生、製作・配給中央映画、1969年公開（成人映画・映倫番号 不明） - 主演
- 『寝とられた女』 : 製作馬場内弘、監督結城康生、脚本池田正一、共演真湖道代、製作・配給日本シネマ、1969年5月23日審査・6月公開（成人映画・映倫番号 15923） - 主演、73分の上映用プリントをNFCが所蔵[4]
- 『男を喰う乳房』 : 監督嵯峨泰彦、脚本五代斗志夫、共演真湖道代・相原香織、製作前衛企画、配給日本シネマ、1969年6月7日審査・公開（成人映画・映倫番号 15933） - 主演
- 『競艶おんな極道 色道二十八人衆』[8]（『色道二十八人衆』[5]） : 監督武田有生、共演珠瑠美・林美樹・大月麗子・乱孝寿、製作・配給六邦映画、1969年6月公開（成人映画・映倫番号 15919）
- 『新妻のもだえ』 : 監督渡辺護、製作中央映画、配給新東宝映画、1969年7月23日審査・公開（成人映画・映倫番号 不明） - 出演、68分の上映用プリントをNFCが所蔵[4]
- 『女の舌』 : 監督酒匂真直、脚本原良輔、製作・配給関東映配、1969年8月5日審査・公開（成人映画・映倫番号 不明） - 主演
- 『痴女の戯れ』 : 製作馬場内弘、監督奥脇敏夫、脚本五代斗志夫、共演祝真理・香取環、製作・配給日本シネマ、1969年8月7日審査・公開（成人映画・映倫番号 不明） - 主演、70分の上映用プリントをNFCが所蔵[4]
- 『夜になったら殺して』 : 製作馬場内弘、監督宮口圭、脚本池田正一、製作・配給日本シネマ、1969年8月25日審査・公開（成人映画・映倫番号 不明） - 主演、57分の上映用プリントをNFCが所蔵[4]
- 『昭和農斗史 初夜権』（『初夜権 昭和虐待史』[8]『昭和農闘史 初夜権』[25]） : 監督向井寛、製作・配給中央映画、1969年8月25日審査・公開（成人映画・映倫番号 不明） - 主演
- 『セックスの群がり』 : 監督小川欽也、主演二条朱美、製作・配給大蔵映画、1969年9月13日審査・公開（成人映画・映倫番号 不明）
- 『おんな情欲絵巻 必殺女斬り』[4][8]（『必殺女斬り』[5][25]） : 製作馬場内弘、監督福田晴一、脚本池田正一、主演小城かほり、製作・配給日本シネマ、1969年9月30日審査・公開（成人映画・映倫番号 16079） - 出演、65分の上映用プリントをNFCが所蔵[4]
- 『猫なめずり』 : 製作馬場内弘、監督佐々木元、製作・配給日本シネマ、1969年11月10日審査・12月公開（成人映画・映倫番号 16136） - 主演、65分の上映用プリントをNFCが所蔵[4]
- 『よろめきの秘体』（『よろめきの恥体』[25]） : 監督武田有生、製作・配給六邦映画、1969年11月22日審査・公開（成人映画・映倫番号 不明） - 主演
- 『土手くずし』 : 監督原良輔、製作東京興映、1969年12月25日審査・公開（成人映画・映倫番号 不明）

### 1970年
- 『女子学生㊙夜の日記』 : 監督渡辺護、製作日本芸術協会、配給関東映配、1970年1月14日審査・公開（成人映画・映倫番号 不明） - 主演[37]
- 『昭和セックス犯罪史』 : 監督槇真樹、製作槇プロダクション、1970年2月9日審査・公開（成人映画・映倫番号 不明） - 主演[37]
- 『女性と性病』[37]（『女性と性症』[5][8]） : 監督小川欽也、製作・配給大蔵映画、1970年3月10日審査・4月公開（成人映画・映倫番号 16262） - 主演[37]
- 『白い乳房の戦慄』 : 企画団鬼六、監督小川欽也、製作鬼プロ、配給ミリオンフィルム、1970年3月25日審査・4月公開（成人映画・映倫番号 16299） - 主演
- 『女の火遊び』（『㊙女の火遊び』[25]） : 監督梅沢薫、製作・配給日本シネマ、1970年4月22日審査・公開（成人映画・映倫番号 16334）
- 『人間と性』 : 監督大滝翠、製作東京興映、1970年4月27日審査・公開（成人映画・映倫番号 不明） - 主演[37]
- 『昭和色豪伝 浮気のテクニック』（『浮気のテクニック』[25]） : 製作馬場内弘、監督佐々木元、製作・配給日本シネマ、1970年5月26日審査・公開（成人映画・映倫番号 16386） - 主演、72分の上映用プリントをNFCが所蔵[4]
- 『女の異常変質』[5][37]（『女の異常』[8]） : 監督小川欽也、製作・配給大蔵映画、1970年5月29日審査・6月公開（成人映画・映倫番号 16372） - 主演[37]
- 『情欲の交換』 : 監督木俣堯喬[37]（安芸敬三[5][8]）、製作プロダクション鷹、配給大蔵映画、1970年5月30日審査・公開（成人映画・映倫番号 16397） - 主演[37]
- 『畜生道』 : 監督武田有生、製作・配給六邦映画、1970年7月7日審査・公開（成人映画・映倫番号 不明） - 主演[37]
- 『セクシープラン』[5][25]（『セクシー・プラン』[8]） : 監督小川欽也、製作・配給大蔵映画、1970年7月31日審査・8月公開（成人映画・映倫番号 16466） - 「住田玲子」役（主演）
- 『現代姦通伝』 : 製作馬場内弘、監督梅沢薫、製作・配給日本シネマ、1970年7月31日審査・8月公開（成人映画・映倫番号 不明） - 主演、72分の上映用プリントをNFCが所蔵[4]
- 『好色数え唄 私を泣かせて』 : 製作馬場内弘、監督佐々木元、製作・配給日本シネマ、1970年9月16日審査・公開（成人映画・映倫番号 不明） - 「小山早苗」役、65分の上映用プリントをNFCが所蔵[4]
- 『女体調教師』 : 監督渡辺護、主演宇津美由香、製作・配給葵映画、1970年9月21日審査・公開（成人映画・映倫番号 16520）
- 『おんな地獄唄 尺八弁天』（『地獄唄・尺八弁天』[25]） : 監督渡辺護、脚本日野洸（大和屋竺）、主演香取環、製作わたなべぷろ、1970年6月3日審査・10月公開 - 主演、上映用プリントをNFCが所蔵[32]、2004年DVD発売
- 『ベッドであなたと』 : 監督梅沢薫、製作・配給日本シネマ、1970年10月7日審査・11月公開（成人映画・映倫番号 16529） - 主演[37]
- 『獣欲の取引き』 : 監督小川欽也、製作・配給大蔵映画、1970年10月19日審査・11月公開 - 主演
- 『日本暴行暗黒史 怨獣』（『日本暴行暗黒史』[5][25]） : 監督若松孝二、製作若松プロダクション、配給六邦映画、1970年11月2日審査・12月公開（成人映画・映倫番号 16533） - 主演

### 1971年以降
- 『肉奴隷』 : 監督団鬼六、製作・配給ミリオンフィルム、1970年12月25日審査・1971年1月公開（成人映画・映倫番号 16631）
- 『日本恥部物語』 : 監督渡辺護・山本晋也・小森白、製作東京興映、1970年12月28日審査・1971年1月公開（成人映画・映倫番号 16633）
- 『日本夜這風俗史』 : 監督向井寛、主演香取環、製作JAA, 配給ミリオンフィルム、1971年1月6日審査[25]・公開（1970年12月公開とも[8]、成人映画・映倫番号 16642）- 「春鏡」役、46分の上映用プリントをNFCが所蔵[4]
- 『新手 女ぜめ裏表』[8][25]（『女ぜめ裏表』[5]） : 監督秋山駿、製作・配給葵映画、1971年1月18日審査・公開（成人映画・映倫番号 16653） - 主演

- 『俺たちの旅』第45回『愛しているから哀しいのです』 : 監督斎藤光正、脚本鎌田敏夫・大原豊、製作ユニオン映画・日本テレビ放送網、1976年10月3日放映（連続テレビ映画） - 出演・「鮎川千代」名義

## ビブリオグラフィ
国立国会図書館蔵書等にみる書誌である。
- 「初夏を魅了するグラマースターオンパレード」清水世津・工藤那美・谷ナオミ・美矢かほる・真湖道代・山吹ゆかり・一星ケミ・観世亜紀・達見典子・加山恵子 : 『成人映画』通巻第17号所収、現代工房、1967年5月1日発行
- SMカメラ・ハント 辰巳典子の巻「陶酔をよぶひとの名は」辻村隆 : 『奇譚クラブ』第22巻第5号通刊第239号所収、暁出版、1968年4月1日発行
- 「ピンク実演 決定的瞬間を生で見る迫力」 : 『成人映画』通巻第28号所収、現代工房、1968年4月1日発行
- 「辰巳典子 ふれなば落ちん女の色香」 : 『週刊大衆』昭和43年9月26日号所収、双葉社、1968年9月26日発行、p.130-132.
- 「夜の顔」辰巳典子 / 村上英一 : 『カメラアングル』12月号所収、辰巳出版、1968年12月発行、p.26.
- 「ピンク女優辰巳典子の〝異色体験〟」 : 『週刊平凡』第11巻第3号所収、平凡出版、1969年1月発行、p.38.
- 『ドリーム画報』昭和44年1月号、東京三世社、1969年1月 - 表紙
- 「辰巳典子 悶えと恍惚の名演技特集」 : 『実話情報 エロスのアルバム第5集』・『実話情報』2月臨時増刊号、文献資料刊行会、1969年2月発行
- 『成人映画』通巻第38号、現代工房、1969年3月1日発行 - 表紙
- 「可愛い悪魔の典子ちゃん - ピンク女優特選・辰巳典子」 : 『キューティー画報』昭和44年3月号所収、檸檬社、1969年3月発行
- 『恍惚の世界 エロス・グラフィックス』、『週刊 秘』6月15日増刊号、辰巳出版、1970年6月15日発行
- 「ベッドシーンあわせて480時間、辰巳典子の閨房哲学」 : 『週刊ポスト』第2巻第47号通巻66号所収、小学館、1970年11月発行、p.30-32.
- 「目で見る履歴書 辰巳典子」 : 『映画エロチカ封切館 PINKY』昭和46年2月号所収、東京三世社、1971年2月発行
- 「ピンクの女王 辰巳典子の全て」 : 『世界のセクシー映画 LOVE』・『実話雑誌』昭和46年3月増刊号所収、東京三世社、1971年3月発行
- 「ピンク女優愛の競艶 - 辰巳典子・林美樹ほか」 : 『実話情報 えろちか・あるばむ第1集』・『実話情報』昭和46年3月臨時増刊号所収、文献資料刊行会、1971年3月発行
- 『やくざ天使 写真集1 刺青無残』、監修団鬼六・写真山口崇、耽美館・芳賀書店、1971年6月発行
- 『SMキング増刊 特集 花巻京太郎 緊縛の宴』、監修団鬼六、鬼プロ出版、1973年4月発行